# Rokitno Szlacheckie (gromada)
Rokitno Szlacheckie – dawna gromada, czyli najmniejsza jednostka podziału terytorialnego Polskiej Rzeczypospolitej Ludowej w latach 1954–1972.
Gromady, z gromadzkimi radami narodowymi (GRN) jako organami władzy najniższego stopnia na wsi, funkcjonowały od reformy reorganizującej administrację wiejską przeprowadzonej jesienią 1954 do momentu ich zniesienia z dniem 1 stycznia 1973, tym samym wypierając organizację gminną w latach 1954–1972.
Gromadę Rokitno Szlacheckie z siedzibą GRN w Rokitnie Szlacheckim utworzono – jako jedną z 8759 gromad na obszarze Polski – w powiecie zawierciańskim w woj. stalinogrodzkim, na mocy uchwały nr 24/54 WRN w Stalinogrodzie z dnia 5 października 1954. W skład jednostki weszły obszary dotychczasowych gromad Hutki Kanki i Rokitno Szlacheckie oraz wieś Kazimierówka, pustkowie Brzozowiec i gajówka Gałmachowizna z dotychczasowej gromady Kuźnica Masłońska ze zniesionej gminy Łazy w tymże powiecie; a także oddziały leśne nr nr 14–21 z Nadleśnictwa Łysa Góra. Dla gromady ustalono 14 członków gromadzkiej rady narodowej.
20 grudnia 1956 województwo stalinogrodzkie przemianowano (z powrotem) na katowickie.
31 grudnia 1961 do gromady Rokitno-Szlacheckie włączono wieś Kuźnica Masłońska ze zniesionej gromady Ciągowice w tymże powiecie.
Gromada przetrwała do końca 1972 roku, czyli do kolejnej reformy gminnej.